# Ikariam
Az Ikariam a Gameforge által készített böngésző alapú, más játékosokkal online játszható valós idejű stratégiai játék. A játék háttérkörnyezete az ókori Görögországot idézi, ahol a játékos egy birodalom uralkodója. A játék elkezdéséhez csupán regisztráció szükséges.
Eddigi magyar szerverek:
- Alpha
- Beta
- Gamma
- Lambda
- My
- Ny
- Tau
- Ypsilon
- Phi
- Chi
- Psi
- Omega

## A játék menete

### A játék célja
Az Ikariam célja, hogy a játékos településeit a leghatékonyabban fejlessze és kellő védelmet biztosítson számukra az ellenfeles támadások elől. A játék folyamatos, tehát a böngésző bezárásával is az Ikariam-ban az élet megy tovább.

### Játék kezdete
A regisztrációt követően a játékos megragadja a saját 40 fős településének a hatalmát. A falu lakosai adót fizetnek a játékosnak vagy el lehet őket küldeni, hogy nyersanyagokat termeljenek ki. Épületek fejlesztésével később a lakosok tudósoknak, katonáknak, papoknak és kémeknek is kiképezhetőek lesznek. Ez a települést egy szigeten helyezkedik el, ahova további 16 játékos is alapíthat falut. Az épületekhez felhasználható közös nyersanyag kitermelő helyek is a szigeten találhatóak, ezek pedig a fatelep, és a luxusnyersanyagok termeléséhez való bányák közül is az egyik. A nyersanyagoknak öt fajtája van: fa, bor, márvány, kristály és kénpor. Ezeket a fatelepen, a szőlőskertben, a kőbányában, a kristálybányában illetve kénlelőhelyen lehet kitermelni. A fa minden szigeten kivágható, és minden épülethez, egységtípushoz szükséges. A többi pedig a luxusnyersanyagok, amelyek különböző épületekhez és egységek kiképzéséhez szükségesek. Mivel minden szigeten csak egy luxusnyersanyag van, ezért a gyors fejlődéshez elengedhetetlen a fosztás vagy kereskedelem. Ha valamilyen alapanyagból hiány keletkezik, a játékos kereskedhet más játékosokkal, hogy a hiányt pótolja. A szigetek lakói adományozhatnak a fakitermelőbe és a luxusnyersanyag bányába, hogy ezzel javítsák a sziget erőforrásainak kihasználását, s így minden helyi játékos gyorsabban juthat erőforráshoz. Amennyiben ez elmarad, az elégedetlen játékosok választhatják a fosztást, hogy kárpótolják magukat az adományozás hiánya miatt keletkező nyersanyaghiánytól. Egy világban több ezer sziget található, ahova kereskedőhajókkal lehet eljutni.

### További lehetőségek
Számos épület elérhető, a folyamatosan megjelenő új verziók miatt egyre több épület és egységtípus lesz elérhető. Az ikariamban két féle csata létezik: A tengeren csatahajók harcolnak egymás ellen, a szárazföldön pedig katonák és hadi gépezetek között folyik a csata. Ezek az egységek fenntartási költséget követelnek meg, amiket a tétlen lakosok adózással fizetnek ki. Tudósokat pedig akadémián lehet képezni, akik - szintén fenntartási költségért cserébe - kutatásokat végeznek, jelentősen megnövelve ezzel a birodalom településeinek hatékonyságát. Gondoskodni kell arról, hogy a polgárok mindig boldogok legyenek, különben elhagyhatják a várost.

## Szövetségesek
A játék egyik lényeges feladatát, a csapatjátékot a szövetségek segítik. Egy nagykövetség felépítésével lehetőség van egy szövetséget alapítani vagy csatlakozni egy már meglévő szövetséghez. A szövetségek játékosok olyan csoportja, akik együtt dolgoznak.

### Hierarchia
A szövetség alapítója a vezető, aki alá közvetlenül három posztot oszthat ki: a diplomata, a tábornok és a titkár. A diplomata szerződések megkötéséért felelős, ő válaszolja meg a szövetségnek küldött üzeneteket, és ő szerkeszti a szövetség külső lapját, amit minden játékos megnézhet. A tábornok a szövetségben részt vevő hadseregek mozgásának nyomon követéséért felelős, megnézheti hogy kit támadnak és a tagok katonáit és számát is követhető. A titkár felelős a szövetségen belüli további fokozatok szétosztásáért, jogaiknak megszabásáért és ő szerkeszti azt a belső lapot, melyet csak a szövetség tagjai láthatnak. A szintén rejtett szövetségi fórumot is a titkár adminisztrálja. Továbbá a szövetség tagjainak a nyersanyagját is láthatja, kirúghat és felvehet embereket.

## Legújabb verzió (0.7.5)
Az Ikariam legújabb verziója 2017. november 27-én jelent meg.
Mostantól lehetséges a Palota és a Helytartó Székhelye építésének/bővítésének meggyorsítása is Ambróziával.

## Üzleti modell
Az Ikariam névlegesen ingyen játszható játék, de a játékosok a kis értékű fizetések kiegyenlítésére alkalmas átutalási rendszeren keresztül további jogokat szerezhetnek. Így egy hatodik erőforráshoz, az ambróziához nyerhetnek hozzáférést, melyet a játék egy továbbfejlesztett, prémium változatában, az Ikariam Plus-ban is fel tudnak használni.

### Lehetséges előnyök
Az Ikariam valós fizetségért cserébe bizonyos előnyökkel ruházza fel a játékost. Áttekinthetővé tehető a városigazgatás, reklámmentesség érhető el. Növelhető a termelés hatékonysága, fosztás elleni védelem és raktárkapacitás is növelhető Ambrózia segítségével. Ezeken kívül kereskedelmi útvonalak is létrehozhatóak ambróziából, így a játékos beavatkozása nélkül napi rendszerességgel küldhető nyersanyag városból városba. Továbbá van számos apróbb játéktechnikai előny, amire felhasználható.

## Verziói
A játék korábbi verziói:
- 0.1.0	2008.01.22.
- 0.1.1	2008.01.24.
- 0.1.2	2008.01.29.
- 0.1.3	2008.01.30.
- 0.1.4	2008.02.04
- 0.1.5	2008.02.08.
- 0.1.6	2008.02.14.
- 0.1.7.4	2008.03.04.
- 0.1.8	2008.03.05.
- 0.2.0	2008.03.25.
- 0.2.1	2008.04.06.
- 0.2.2	2008.04.24.
- 0.2.3	2008.05.05.
- 0.2.4	2008.05.16.
- 0.2.5	2008.06.09.
- 0.2.6	2008.06.30.
- 0.2.7	2008.07.22.
- 0.2.8	2008.09.22.
- 0.3.0	2009.01.14.
- 0.3.1	2009.04.29.
- 0.3.2	2009.09.02.
- 0.3.3	2010.04.08.
- 0.3.4	2010.05.07.
- 0.3.5	2010.07.20.
- 0.4.0	2010.08.19.
- 0.4.1	2010.10.28.
- 0.4.2	2011.01.25.
- 0.4.2.4	2011.04.11.
- 0.4.3	2011.05.25.
- 0.4.4	2011.08.03.
- 0.4.4.1	2011.09.23.
- 0.4.5	2011.12.14.
- 0.5.0	2012.05.02.
- 0.5.1	2012.08.09.
- 0.5.2	2012.10.15.
- 0.5.3	2012.12.17.
- 0.5.3.2	2013.01.24.
- 0.5.4	2013.04.02.
- 0.5.5	2013.05.05.
- 0.5.6	2013.05.29.
- 0.5.7	2013.06.18.
- 0.5.8	2013.08.13.
- 0.5.9	2013.10.01.
- 0.5.10	2013.12.12.
- 0.5.11	2014.02.11.
- 0.5.12	2014.04.10.
- 0.5.13	2014.05.27.
- 0.6.1	2014.09.22.
- 0.6.2	2014.11.17.
- 0.6.11	2015.10.02.
- 0.7.0	2015.12.08.
- 0.7.1	2016.01.22.
- 0.7.2	2016.02.15.
- 0.7.3	2016.03.04.
- 0.7.4	2016.04.22.
- 0.7.5	2016.16.06.
- 0.7.6	2016.12.01.
- 7.7.0	2017.08.17.
- 7.8.0	2017.08.24.
- 7.8.2	2017.11.24.
- 7.8.3.	2017.11.27.